# Joint Helicopter Command
Commandement conjoint des hélicoptères
Le Joint Helicopter Command (JHC) est une organisation de commandement et de coordination militaire réunissant des hélicoptères des forces armées britanniques provenant du Fleet Air Arm, de l'Army Air Corps et de la Royal Air Force.

## Établissement

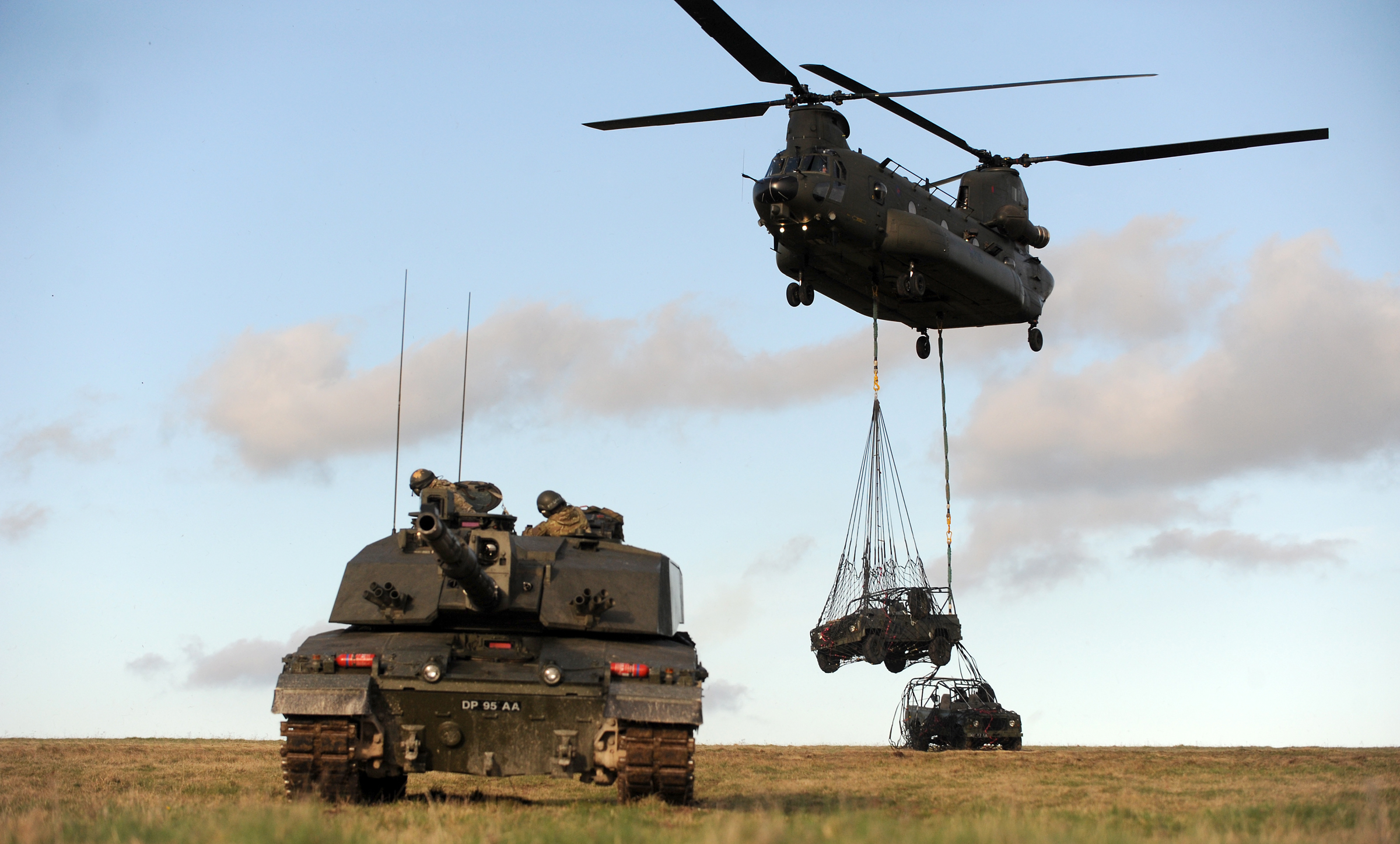
Un hélicoptère Chinook livre des Land Rover Wolf Scout

Le Joint Helicopter Command a été formé le 5 octobre 1999, regroupant les hélicoptères commando de la Marine, les hélicoptères d'attaque et utilitaires légers de l'armée et les hélicoptères de soutien de la RAF. La guerre navale, la lutte anti-sous-marine et les hélicoptères de système de détection et de commandement aéroporté de la Royal Navy, ainsi que les hélicoptères de recherche et sauvetage de la Royal Navy et de la RAF, n'étaient pas inclus dans le JHC et restaient sous le contrôle de leurs services respectifs. Le quartier général du JHC a été établi aux côtés du commandement terrestre du QG à Erskine Barracks (en), l'Air vice-marshal David Niven étant le premier commandant.
En 2007, Le JHC avait plus de 15.000 personnes sous son commandement, dont environ 8.000 faisaient partie de la 16e brigade d'assaut par air. Cela comprenait plus de 900 réservistes volontaires de l'Army Reserveet de la Royal Auxiliary Air Force (en), et 380 civils du MOD.

### Déploiements
La plus grande opération du Joint Helicopter Command à ce jour a été l'Opération Telic, l'invasion de l'Irak.
Après l'invasion, le Joint Helicopter Command a maintenu des unités en Irak, en soutien aux forces britanniques et de la coalition déployées là-bas. Un autre détachement a également été maintenu en Afghanistan, dans le cadre de l'Opération Herrick.
Le JHC est aussi intervenu en support du Service de police d'Irlande du Nord : Opération Banner et Operation Helvetic (en) (2007)

## Organisation
Les unités subordonnées au Joint Helicopter Command[Quand ?].

### British Army

#### Army Air Corps
- Army Aviation Centre (AAC Middle Wallop)
  - 2 (Training) Regiment Army Air Corps (en) [4]
    - No. 668 (Training) Squadron
    - No. 676 Squadron

  - 7 (Training) Regiment Army Air Corps (en)
    - No. 670 Squadron
    - No. 671 Squadron – Gazelle AH1 et Bell 212
    - No. 673 Squadron – Apache AH1

#### Royal Artillery
- 47th Regiment Royal Artillery (en) (Horne Barracks, Larkhill)
  - 10 (Assaye) Battery – Watchkeeper WK450
  - 31 (Headquarters) Battery
  - 43 Battery (Lloyd's Company) – Watchkeeper WK450
  - 74 Battery (The Battle Axe Company) – Watchkeeper WK450

#### 1st Aviation Brigade
- 1st Aviation Brigade [5]
  - 1 Regiment Army Air Corps (en) (RNAS Yeovilton)
    - No. 652 Squadron – Wildcat AH1
    - No. 659 Squadron – Wildcat AH1
    - No. 661 Squadron – Wildcat AH1

  - 3 Regiment Army Air Corps (en)(Wattisham Airfield)
    - No. 653 Squadron – Apache AH1
    - No. 662 Squadron – Apache AH1
    - No. 663 Squadron – Apache AH1

  - 4 Regiment Army Air Corps (en) (Wattisham Airfield)
    - No. 656 Squadron – Apache AH1
    - No. 664 Squadron – Apache AH1

  - 5 Regiment Army Air Corps (en) (JHFS Aldergrove) [6]
    - No. 665 Squadron – Gazelle AH1 (désactivé le 12 octobre 2023)[7]

  - 6 Regiment Army Air Corps (en) (Blenheim Camp, Bury St Edmunds)
    - No. 675 (The Rifles) Squadron
    - No. 677 (Suffolk and Norfolk Yeomanry) Squadron
    - No. 678 (The Rifles) Squadron
    - No. 679 (The Duke of Connaught's) Squadron

  - 7 Aviation Support Battalion REME (en), Royal Electrical and Mechanical Engineers (REME) (Wattisham Airfield)

### Royal Navy

#### Fleet Air Arm
- Commando Helicopter Force (RNAS Yeovilton) :
  - 845 Naval Air Squadron – Commando Merlin HC4/4A
  - 846 Naval Air Squadron – Commando Merlin HC4/HC3i
  - 847 Naval Air Squadron – Commando Wildcat AH1

### Royal Air Force
- Support Helicopter Force :
  - No. 7 Squadron RAF (RAF Odiham [8]) – Chinook
  - No. 18 Squadron RAF (RAF Odiham) – Chinook
  - No. 22 Squadron RAF (RAF Benson [9])
  - No. 27 Squadron RAF (RAF Odiham) – Chinook
  - No. 28 Squadron RAF (RAF Benson) – Chinook HC4 et Puma HC2
  - No. 33 Squadron RAF (RAF Benson) – Puma HC2
  - No. 230 Squadron RAF (RAF Benson) – Puma HC2
  - Joint Helicopter Support Squadron (RAF Benson)
  - Tactical Supply Wing (MOD)

### Lien connexe
- Fleet Air Arm
- Army Air Corps
- Royal Air Force